# Statuia ecvestră a lui Mihai Viteazul din Târgu Mureș
Statuia ecvestră a lui Mihai Viteazul din Târgu Mureș, realizată de colonelul în rezervă Valentin Tănase, directorul Studioului de Arte Plastice al Ministerului Apărării, a fost dezvelită în curtea Brigăzii 6 Operații Speciale la 25 octombrie 2013, cu ocazia Zilei Armatei Române.
Este prima statuie ecvestră din România la care calul este reprezentat în poziție cabrată, ridicat în două picioare, aceasta fiind o soluție artistică mai dificil de realizat și mai greu de echilibrat din punct de vedere tehnic.
Statuia este amplasată pe locul în care, în 25 octombrie 2011, Gabriel Oprea, pe atunci ministru al Apărării Naționale, dezvelea o altă statuie ecvestră din bronz reprezentându-l pe Mihai Viteazul, însă de dimensiuni mai mici.
Noua statuie, care a fost realizată într-un an și jumătate, este prima statuie ecvestră realizată integral de Studioului de Arte Plastice al Ministerului Apărării în cei aproape 70 de ani de existență.

## Replică
O replică a acestei statui a fost amplasată în București, la intersecția dintre B-dul Timișoara și B-dul Vasile Milea, pe un spațiu decupat din colțul curții Regimentului 30 Gardă „Mihai Viteazul”. Sculptura din bronz, montată pe un soclu de marmură, realizată tot de colonelul (r) Valentin Tănase, directorul Studioului de Arte Plastice al Ministerului Apărării Naționale, a fost dezvelită la 1 iulie 2015. 
Vezi: Statuia lui Mihai Viteazul din București#Altă statuie.